# بطولة تونس للكرة الطائرة للرجال 1985-1986
بطولة تونس للكرة الطائرة للرجال 1985-1986 هو الموسم رقم 31 من بطولة تونس للكرة الطائرة للرجال.

فاز بهذا الموسم النادي الرياضي الصفاقسي.

## روابط خارجية
- الموقع الرسمي للجامعة التونسية للكرة الطائرة.